# Muscari baeticum
Muscari baeticum är en sparrisväxtart som beskrevs av Blanca, Ruíz Rejón och Suár.-sant. Muscari baeticum ingår i släktet pärlhyacinter, och familjen sparrisväxter.
Artens utbredningsområde är Spanien. Inga underarter finns listade i Catalogue of Life.